# ديفيد د. كيك
ديفيد د. كيك (بالإنجليزية: David D. Keck)‏ هو عالم نبات أمريكي، ولد في 24 أكتوبر 1903 في أوماها في الولايات المتحدة، وتوفي في 10 مارس 1995.